# Libéria nos Jogos Olímpicos de Verão de 1956
A Libéria competiu nos Jogos Olímpicos pela primeira vez nos Jogos Olímpicos de Verão de 1956 em Melbourne, Austrália.